# Herbert Weinrich
Herbert Weinrich (født 27. april 1932 i Berlin) er en forhenværende cykelrytter fra Tyskland. Hans foretrukne disciplin var banecykling, men kørte også på landevej. Weinrich var professionel fra 1947 til 1959.
Weinrich vandt ét seksdagesløb. Ved Seksdagesløbet i Aarhus i november 1954 blev det til en tredjeplads med makker Heinz Zoll, og ved løbet i februar 1955 blev parret nummer to, efter det danske vinderpar Kay Werner Nielsen og Evan Klamer.
Sammen med Zoll blev han i 1955 tysk mester i parløb.